# ويليام سيمز
ويليام سيمز (بالإنجليزية: William Sims)‏ هو ضابط أمريكي، ولد في 15 أكتوبر 1858 في بورت هوب في كندا، وتوفي في 25 سبتمبر 1936 في بوسطن في الولايات المتحدة.

## وصلات خارجية
- ويليام سيمز على موقع الموسوعة البريطانية (الإنجليزية)